# Stanisław Kęsgaila

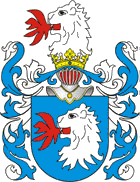

Stanisław Kęsgaila, (en lituanien : Stanislovas Jonavičius Kęsgaila), est un magnat de Pologne-Lituanie, membre de la famille Kęsgaila (en), Staroste de Samogitie (1486-1522), grand hetman de Lituanie (1501-1502), castellan de Trakai (1499–1522) et de Vilnius (1522–1526).
Il est enterré à la Cathédrale de Vilnius.

## Mariages et descendance
Stanisław Kęsgaila se marie trois fois avec des filles de la noblesse locale. Il a eu quatre enfants :
- Mykolas
- Jonas
- Stanisław (en)
- Barbara

## Sources
- Notices d'autorité :   - VIAF

- (en) Cet article est partiellement ou en totalité issu de l’article de Wikipédia en anglais intitulé « Stanislovas Kęsgaila » (voir la liste des auteurs).